# Герб Шлезвиг-Гольштейна
Герб Шлезвиг-Гольштейна — официальный символ земли Германии Шлезвиг-Гольштейн. В нынешнем виде утверждён правительством земли Шлезвиг-Гольштейна 18 января 1957 года.
Герб представляет собой рассечённый щит, в золоте два лазоревых леопардовых льва с червлёным вооружением и языком в столб, обращённых влево; в червлени серебряный лист крапивы.

## Символика
Лазоревые шествующие львы (в геральдике также известные как леопардовые) являются символом Шлезвига и попали на герб земли из герба Дании, частью которой некогда был Шлезвиг и герб которой также содержит двух лазоревых львов как символ данной исторической области.
Серебряный лист крапивы в червлени является историческим символом Гольштейна, используемым ещё графами Шауэнбург.
Традиционно шлезвигские львы изображались обращенными геральдически вправо, то есть влево от зрителя. Существует предание, согласно которому львов «развернули» после Второй войны за Шлезвиг по приказу канцлера Отто фон Бисмарка, который посчитал, что обращение львов спиной к Гольштейну «невежливо». Тем не менее, для немецкой геральдики традиционно явление, известное как Courtoisie héraldique («геральдическая вежливость»), заключающее в том, что гербовые фигуры могут быть «развёрнуты» из соображении эстетичности.

## Использование
Официальный герб используется только государственными органами Шлезвиг-Гольштейна. Для использования общественностью разработан логотип земли, отличающийся от герба формой щита и упрощённым изображением львов, то есть лишь внешними элементами, никак не влияющими на геральдическую композицию.